# Lista de governantes de Hesse
Esta é a lista de soberanos do Hesse (em alemão:  Hessen) ao longo da história, nesta região localizada no centro-oeste da Alemanha. Estes soberanos pertenceram à dinastia conhecida como Casa de Hesse e Casa de Brabante, originalmente Casa de Reginar. O Hesse foi primeiro um Condado, depois Eleitorado e, por fim, um Grão-ducado até 1918.
O título de todos os governantes seguintes foi o de conde de um território (em alemão:  Landgraf). Para os restantes soberanos é indicado o respetivo título.

## Landgraviato de Hesse
Nos primórdios da Idade Média, o território de Hessengau (assim designado devido ao povo antigo dos Catos) integrou a part Norte do Ducado da Francónia. Após a extinção da Dinastia Conradina, estas terras foram gradualmente adquiridas por Luís I da Turíngia e pelos seus sucessores.
Depois da Guerra de Sucessão Turíngia que se sucedeu à morte do Landgrave Henrique Raspe em 1247, a sobrinha deste, Sofia, casada com o então duque Henrique II de Brabante, assegurou as possessões da sua família no Hesse para o seu filho menor Henrique, que se tornaria no primeiro Landgrave de Hesse e fundador da Casa de Hesse em 1264. As restantes terras do Landgraviato Turíngio reverteriam para a Casa de Wettin, na pessoa do Margrave Henrique III de Meissen.

## Landgraves de Hesse

### Casa de Hesse

#### Partições de Hesse sob governo dos Hesse
| Landgraviato de Hesse (1264-1308)                            |                                                    |                                                     |                                                  |                                                  |                                                                            |                                                                           |                                     |                                     |                                     |
| Baixo Hesse (1ª criação) (1308-1311)                         | Baixo Hesse (1ª criação) (1308-1311)               | Baixo Hesse (1ª criação) (1308-1311)                | Baixo Hesse (1ª criação) (1308-1311)             | Baixo Hesse (1ª criação) (1308-1311)             | Baixo Hesse (1ª criação) (1308-1311)                                       | Alto Hesse (1ª criação) (1308-1311)                                       | Alto Hesse (1ª criação) (1308-1311) | Alto Hesse (1ª criação) (1308-1311) | Alto Hesse (1ª criação) (1308-1311) |
| Landgraviato de Hesse (da linha do Alto Hesse) (1311-1458)   |                                                    |                                                     |                                                  |                                                  |                                                                            |                                                                           |                                     |                                     |                                     |
| Baixo Hesse (2ª criação) (1458-1500)                         | Baixo Hesse (2ª criação) (1458-1500)               | Baixo Hesse (2ª criação) (1458-1500)                | Baixo Hesse (2ª criação) (1458-1500)             | Baixo Hesse (2ª criação) (1458-1500)             | Baixo Hesse (2ª criação) (1458-1500)                                       | Alto Hesse (2ª criação) (1458-1500)                                       | Alto Hesse (2ª criação) (1458-1500) | Alto Hesse (2ª criação) (1458-1500) | Alto Hesse (2ª criação) (1458-1500) |
| Landgraviato de Hesse (da linha do Baixo Hesse) (1500-1567)  |                                                    |                                                     |                                                  |                                                  |                                                                            |                                                                           |                                     |                                     |                                     |
| Hesse-Cassel (1567-1803)                                     | Hesse-Cassel (1567-1803)                           | Hesse-Cassel (1567-1803)                            | Hesse-Cassel (1567-1803)                         | Hesse-Cassel (1567-1803)                         | Hesse-Rheinfels (1567-1583) (dividido entre os restantes estados do Hesse) | Hesse-Marburgo (1567-1604) (dividido entre os restantes estados do Hesse) | Hesse-Darmstadt (1567-1806)         | Hesse-Darmstadt (1567-1806)         | Hesse-Darmstadt (1567-1806)         |
|                                                              |                                                    |                                                     |                                                  |                                                  |                                                                            | Hesse-Marburgo (1567-1604) (dividido entre os restantes estados do Hesse) | Hesse-Darmstadt (1567-1806)         | Hesse-Darmstadt (1567-1806)         | Hesse-Darmstadt (1567-1806)         |
|                                                              |                                                    |                                                     |                                                  |                                                  |                                                                            |                                                                           |                                     |                                     |                                     |
|                                                              |                                                    |                                                     | Hesse-Darmstadt-Butzbach (1609-1643)             |                                                  |                                                                            |                                                                           |                                     |                                     |                                     |
| Hesse-Darmstadt-Homburgo (1ª criação) (1622-1806)            |                                                    |                                                     |                                                  |                                                  |                                                                            |                                                                           |                                     |                                     |                                     |
|                                                              | Hesse-Darmstadt-Braubach (1626-1651)               |                                                     |                                                  |                                                  |                                                                            |                                                                           |                                     |                                     |                                     |
|                                                              |                                                    |                                                     |                                                  | Hesse-Cassel-Rotemburgo (1ª criação) (1627-1807) | Hesse-Cassel-Rheinfels (1627-1658)                                         |                                                                           |                                     |                                     |                                     |
|                                                              |                                                    |                                                     | Hesse-Cassel-Eschwege (1632-1655)                | Hesse-Cassel-Rotemburgo (1ª criação) (1627-1807) | Hesse-Cassel-Rheinfels (1627-1658)                                         |                                                                           |                                     |                                     |                                     |
|                                                              |                                                    |                                                     |                                                  | Hesse-Cassel-Rotemburgo (1ª criação) (1627-1807) | Hesse-Cassel-Rheinfels (1627-1658)                                         |                                                                           |                                     |                                     |                                     |
|                                                              |                                                    |                                                     |                                                  | Hesse-Cassel-Rotemburgo (1ª criação) (1627-1807) | Hesse-Cassel-Rheinfels (1627-1658)                                         |                                                                           |                                     |                                     |                                     |
|                                                              |                                                    |                                                     |                                                  |                                                  | Hesse-Cassel-Rheinfels (1627-1658)                                         |                                                                           |                                     |                                     |                                     |
|                                                              |                                                    |                                                     |                                                  |                                                  |                                                                            |                                                                           |                                     |                                     |                                     |
|                                                              |                                                    | Hesse-Darmstadt-Itter (1661-1676)                   |                                                  |                                                  |                                                                            |                                                                           |                                     |                                     |                                     |
| Hesse-Cassel-Philippsthal (1ª criação) (1663-1807)           |                                                    |                                                     |                                                  |                                                  |                                                                            |                                                                           |                                     |                                     |                                     |
|                                                              |                                                    |                                                     |                                                  |                                                  |                                                                            |                                                                           |                                     |                                     |                                     |
|                                                              |                                                    | Hesse-Cassel-Rotemburgo-Wanfried (1700-1755)        |                                                  |                                                  |                                                                            |                                                                           |                                     |                                     |                                     |
| Hesse-Cassel-Philippsthal-Barchfeld (1ª criação) (1721-1807) |                                                    |                                                     |                                                  |                                                  |                                                                            |                                                                           |                                     |                                     |                                     |
|                                                              |                                                    |                                                     |                                                  |                                                  |                                                                            |                                                                           |                                     |                                     |                                     |
| Eleitorado de Hesse-Cassel (1ª criação) (1803-1807)          |                                                    |                                                     |                                                  |                                                  |                                                                            |                                                                           |                                     |                                     |                                     |
| Grão-Ducado de Hesse-Darmstadt (1806-1918)                   |                                                    |                                                     |                                                  |                                                  |                                                                            |                                                                           |                                     |                                     |                                     |
| Anexado ao Reino de Vestfália                                |                                                    |                                                     |                                                  |                                                  |                                                                            |                                                                           |                                     |                                     |                                     |
| Hesse-Cassel-Philippsthal-Barchfeld (2ª criação) (1813-1866) | Hesse-Cassel-Philippsthal (2ª criação) (1813-1866) | Eleitorado de Hesse-Cassel (2ª criação) (1813-1866) | Hesse-Cassel-Rotemburgo (2ª criação) (1813-1834) | Hesse-Cassel-Rotemburgo (2ª criação) (1813-1834) | Hesse-Cassel-Rotemburgo (2ª criação) (1813-1834)                           |                                                                           |                                     |                                     |                                     |
| Hesse-Cassel-Philippsthal-Barchfeld (2ª criação) (1813-1866) | Hesse-Cassel-Philippsthal (2ª criação) (1813-1866) | Eleitorado de Hesse-Cassel (2ª criação) (1813-1866) | Hesse-Cassel-Rotemburgo (2ª criação) (1813-1834) | Hesse-Cassel-Rotemburgo (2ª criação) (1813-1834) | Hesse-Cassel-Rotemburgo (2ª criação) (1813-1834)                           | Hesse-Darmstadt-Homburgo (2ª criação) (1815-1866)                         |                                     |                                     |                                     |
| Hesse-Cassel-Philippsthal-Barchfeld (2ª criação) (1813-1866) | Hesse-Cassel-Philippsthal (2ª criação) (1813-1866) |                                                     |                                                  |                                                  |                                                                            |                                                                           |                                     |                                     |                                     |
| Anexado ao Reino da Prússia                                  |                                                    |                                                     |                                                  |                                                  |                                                                            |                                                                           |                                     |                                     |                                     |

#### Os governantes
(Nota: A numeração dos landgraves é a mesma para todos os estados do Hesse, uma vez que todos eram intitulados, de uma forma ou de outra, como Landgraves de Hesse, apesar das várias partes em que a terra foi dividida e as várias numerações particulares de uma delas. Os governantes estão numerados segundo o ano de sucessão)
| Governante                                        | Governante | Nascimento              | Reinado                 | Morte                   | Parte                                          | Consorte | Notas |
| ------------------------------------------------- | ---------- | ----------------------- | ----------------------- | ----------------------- | ---------------------------------------------- | --- | --- |
| Henrique I A Criança                              |            | 24 de junho de 1244     | 1264-1308               | 21 de dezembro de 1308  | Hesse                                          | Adelaide de Brunsvique-Luneburgo I 1263 sete filhos Matilde de Clèves 1276 sete filhos | Filho de Henrique II de Brabante, fundou a Casa de Hesse. |
| João I                                            |            | 1278                    | 1308-1311               | 14 de fevereiro de 1311 | Baixo Hesse                                    | Adelaide de Brunsvique-Luneburgo II 1306 um filho | Dividiu o Hesse com o irmão. |
| Otão I O Velho                                    |            | 1272                    | 1308-1311               | 17 de janeiro de 1328   | Alto Hesse                                     | Adelaide de Ravensberg 1297 Marburgo cinco filhos | Dividiu o Hesse com o irmão. Depois da morte deste sem descendentes, reuniu o Hesse After the latter's death with no descendants, he reunited Hesse.                                              |
| Otão I O Velho                                    | 1311-1328  | 1272                    | Hesse                   | 17 de janeiro de 1328   |                                                | Adelaide de Ravensberg 1297 Marburgo cinco filhos | Dividiu o Hesse com o irmão. Depois da morte deste sem descendentes, reuniu o Hesse After the latter's death with no descendants, he reunited Hesse.                                              |
| Henrique II O de Ferro                            |            | 1299                    | 1328-1376               | 3 de junho de 1376      | Hesse                                          | Isabel da Turíngia 1321 cinco filhos | Filhos de Otão I, governaram em conjunto. |
| Luís I O Junker                                   |            | 1305                    | 1336-1345               | 2 de fevereiro de 1345  | Hesse                                          | Isabel de Sponheim-Kreuznach 15 de outubro de 1340 três filhos | Filhos de Otão I, governaram em conjunto. |
| Hermano I O Velho                                 |            | 1305                    | 1336-1370               | 1370                    | Hesse                                          | Não casou | Filhos de Otão I, governaram em conjunto. |
| Otão II O Jovem                                   |            | 1322                    | 1336-1366               | dezembro de 1366        | Hesse                                          | Isabel de Clèves 1338 sem filhos | Filhos de Otão I, governaram em conjunto. |
| Hermano II O Erudito                              |            | 1341                    | 1376-1413               | 24 de maio de 1413      | Hesse                                          | Joana de Nassau-Weilburg 3 de fevereiro de 1377 sem filhos Margarida de Nuremberga 15 de outubro de 1383 Kulmbach oito filhos | |
| Luís II O Pacífico                                |            | 6 de fevereiro de 1402  | 1413-1458               | 17 de janeiro de 1458   | Hesse                                          | Ana da Saxónia 8 de setembro de 1433 Cassel cinco filhos | At is death divided Hesse again. |
| Luís III O Franco                                 |            | 7 de setembro de 1438   | 1458-1471               | 8 de novembro de 1471   | Baixo Hesse                                    | Matilde de Württemberg-Urach 1454 quatro filhos | Filhos de Luís II, dividram o Hesse entre si. |
| Henrique III O Rico                               |            | 15 de outubro de 1440   | 1458-1483               | 13 de janeiro de 1483   | Alto Hesse                                     | Ana de Katzenelnbogen 1458 seis filhos | Filhos de Luís II, dividram o Hesse entre si. |
| Luís IV O Jovem                                   |            | novembro de 1461        | 1474-1478               | 2 de julho de 1478      | Alto Hesse                                     | Não casou | Governou com o pai, mas precedeu-o na morte. |
| Guilherme I O Velho                               |            | 4 de julho de 1466      | 1471-1493               | 8 de fevereiro de 1515  | Baixo Hesse                                    | Ana de Brunsvique-Volfembutel 17 de fevereiro de 1488 Hann. Münden cinco filhos | Não teve descendentes. Abdicou em 1493 para o seu irmão, homónimo. |
| Guilherme II O Jovem                              |            | 8 de setembro de 1471   | 1483-1500               | 17 de fevereiro de 1500 | Alto Hesse                                     | Isabel do Palatinado 12 de fevereiro de 1496 Heidelberg sem filhos | Não deixou descendência. |
| Guilherme III O Médio                             |            | 29 de abril de 1469     | 1493-1500               | 11 de julho de 1509     | Baixo Hesse                                    | Iolanda de Vaudémont 9 de novembro de 1497 um filho Ana de Mecklenburg-Schwerin 20 de outubro de 1500 Cassel três filhos | Em 1500 reuniu o Hesse após a morte do seu primo Guilherme II.. |
| Guilherme III O Médio                             | 1500-1509  | 29 de abril de 1469     | Hesse                   | 11 de julho de 1509     |                                                | Iolanda de Vaudémont 9 de novembro de 1497 um filho Ana de Mecklenburg-Schwerin 20 de outubro de 1500 Cassel três filhos | Em 1500 reuniu o Hesse após a morte do seu primo Guilherme II.. |
| Filipe I O Magnânimo                              |            | 13 de novembro de 1504  | 1509-1567               | 31 de março de 1567     | Hesse                                          | Cristina da Saxónia 11 de dezembro de 1523 Cassel dez filhos Margarete de Saale 14 de março de 1540 Rotemburgo (bígamo e morganático) nove filhos                                                                                                  | Após a sua morte Hesse foi dividido entre os seus filhos legítimos. |
| Guilherme IV O Sábio                              |            | 24 de junho de 1532     | 1567-1592               | 25 de agosto de 1592    | Hesse-Cassel                                   | Sabina de Württemberg 11 de fevereiro de 1566 Marburgo eleven children | Recebeu Hesse-Cassel do seu pai. |
| Luís V O Velho                                    |            | 27 de maio de 1537      | 1567-1604               | 9 de outubro de 1604    | Hesse-Marburgo                                 | Edviges de Württemberg 10 de maio de 1563 Estugarda sem filhos Maria de Mansfeld 4 de julho de 1591 Marburgo sem filhos | Recebeu Hesse-Marburgo do pai. A sua morte sem descendentes fez com que os irmãos sobreviventes dividissem a terra entre si.                                                                      |
| Filipe II O Jovem                                 |            | 22 de abril de 1541     | 1567-1583               | 20 de novembro de 1583  | Hesse-Rheinfels                                | Ana Isabel do Palatinado-Simmern 18 de janeiro de 1569 Heidelberg sem filhos | Recebeu Hesse-Rheinfels do pai. A sua morte sem descendentes fez com que os irmãos sobreviventes dividissem a terra entre si.                                                                     |
| Jorge I O Piedoso                                 |            | 10 de setembro de 1547  | 1567-1596               | 7 de fevereiro de 1596  | Hesse-Darmstadt                                | Madalena de Lippe 17 de agosto de 1572 Cassel dez filhos Leonor de Württemberg 25 de maio de 1589 um filho | Recebeu Hesse-Darmstadt do pai. |
| Maurício I O Erudito                              |            | 25 de maio de 1572      | 1592-1632               | 15 de março de 1632     | Hesse-Cassel                                   | Inês de Solms-Laubach 23 September 1593 Cassel quatro filhos Juliana de Nassau-Dillenburg 22 de maio de 1603 Dillenburg catorze filhos | |
| Luís VI O Fiel                                    |            | 24 de setembro de 1577  | 1596-1626               | 27 de julho de 1626     | Hesse-Darmstadt                                | Madalena de Brandemburgo 5 de junho de 1598 Berlim onze filhos | |
| Filipe III                                        |            | 26 de dezembro de 1581  | 1609-1643               | 28 de abril de 1643     | Hesse-Darmstadt-Butzbach                       | Ana Margarida de Diepholz 29 de julho de 1610 Darmstadt sem filhos Cristina Sofia da Frísia Oriental 2 de junho de 1632 Aurich sem filhos | Recebeu Hesse-Darmstadt-Butzbach do pai. Á sua morte sem descendentes, as suas terras reverteram para Hesse-Darmstadt.                                                                            |
| Frederico I                                       |            | 5 de março de 1585      | 1622-1638               | 9 de maio de 1638       | Hesse-Darmstadt-Homburgo                       | Margarida de Leiningen-Westerburg 10 de agosto de 1622 Butzbach seis filhos | Recebeu Hesse-Darmstadt-Homburgo do pai, Jorge I. |
| Jorge II                                          |            | 17 de março de 1605     | 1626-1661               | 11 de junho de 1661     | Hesse-Darmstadt                                | Sofia Leonor da Saxónia 1 de abril de 1627 Torgau quinze filhos | |
| João II                                           |            | 17 de junho de 1609     | 1626-1651               | 1 de abril de 1651      | Hesse-Darmstadt-Braubach                       | Joaneta de Sayn-Wittgenstein 30 de setembro de 1647 Friedewald sem filhos | Recebeu Hesse-Darmstadt-Braubach do pai, Luís VI. À sua morte sem filhos, as suas terras reverteram para Hesse-Darmstadt.                                                                         |
| Hermano IV                                        |            | 15 de agosto de 1607    | 1627-1658               | 25 de março de 1658     | Hesse-Cassel-Rotemburgo                        | Sofia Juliana de Waldeck 31 de dezembro de 1633 Waldeck um filho Cunegundes Juliana de Anhalt-Dessau 2 de fevereiro de 1642 Weimar sem filhos | Herdou o Hesse-Rotemburgo do pai, Maurício. |
| Guilherme V O Estável                             |            | 13 de fevereiro de 1602 | 1632-1637               | 21 de setembro de 1637  | Hesse-Cassel                                   | Amália Isabel de Hanau-Münzenberg 21 de setembro de 1619 doze filhos | |
| Frederico II                                      |            | 9 de maio de 1617       | 1632-1655               | 24 de setembro de 1655  | Hesse-Cassel-Eschwege                          | Leonor Catarina do Palatinado-Zweibrücken 8 de setembro de 1646 Estocolmo seis filhos | Recebeu Hesse-Cassel-Eschwege do seu pai, Maurício. Não deixou herdeiros sobreviventes à sua morte, pelo que as suas terras reverteram para Hesse-Cassel.                                         |
| Amália Isabel de Hanau-Münzenberg (regente)       |            | 29 de janeiro de 1602   | 1637-1650               | 8 de agosto de 1651     | Hesse-Cassel                                   | Guilherme V 21 de setembro de 1619 doze filhos | Regente em nome do filho, durante a sua menoridade. |
| Guilherme VI O Justo                              |            | 23 de maio de1629       | 1650-1663               | 16 de julho de 1663     | Hesse-Cassel                                   | Edviges Sofia de Brandemburgo 19 de julho de 1649 Cölln sete filhos | |
| Margarida de Leiningen-Westerburg (regente)       |            | 30 de junho de 1604     | 1638-1648               | 13 de agosto de 1667    | Hesse-Darmstadt-Homburg                        | Frederico I 10 de agosto de 1622 Butzbach seis filhos | Regente durante a menoridade do filho. |
| Guilherme Cristóvão                               |            | 13 de novembro de 1625  | 1648-1669               | 27 de agosto de 1681    | Hesse-Darmstadt-Homburgo                       | Sofia Leonor de Hesse-Darmstadt 21 de abril de 1650 Darmstadt doze filhos Ana Isabel de Saxe-Lauemburgo 2 de abril de 1665 Lübeck (anulado em 1672) no children                                                                                    | Vendeu as terras ao irmão, Jorge Cristiano. |
| Ernesto I                                         |            | 8 de dezembro de 1623   | 1649-1658               | 2 de maio de 1693       | Hesse-Kassel-Rheinfels                         | Maria Leonor de Solms-Lich junho de 1647 Frankfurt dois filhos | Recebeu Hesse-Cassel-Rheinfels do pai, Maurício. Herdou Rotemburgo em 1658, unindo Rheinfels a Rotemburgo.                                                                                        |
| Ernesto I                                         | 1658-1693  | 8 de dezembro de 1623   | Hesse-Cassel-Rotemburgo | 2 de maio de 1693       |                                                | Maria Leonor de Solms-Lich junho de 1647 Frankfurt dois filhos | Recebeu Hesse-Cassel-Rheinfels do pai, Maurício. Herdou Rotemburgo em 1658, unindo Rheinfels a Rotemburgo.                                                                                        |
| Luís VII                                          |            | 25 de janeiro de 1630   | 1661-1678               | 24 de abril de 1678     | Hesse-Darmstadt                                | Maria Isabel de Holstein-Gottorp 24 de novembro de 1650 Gottorp oito filhos Isabel Doroteia de Saxe-Gota-Altemburgo 5 de dezembro de 1666 Gotha oito filhos                                                                                        | |
| Jorge III                                         |            | 29 de setembro de 1632  | 1661-1676               | 19 de julho de 1676     | Hesse-Itter                                    | Doroteia Augusta de Schleswig-Holstein-Sonderburg-Franzhagen 5 de maio de 1661 um filho Juliana Alexandrina de Leiningen-Heidesheim 21 de julho de 1667 três filhos                                                                                | Recebeu Hesse-Darmstadt-Itter do pai, Jorge II. Depois da sua morte sem filhos, as suas terras reverteram para Hesse-Darmstadt                                                                    |
| Edviges Sofia de Brandemburgo (regente)           |            | 14 de julho de 1623     | 1663-1677               | 26 de junho de 1683     | Hesse-Cassel                                   | Guilherme VI 19 de julho de 1649 Cölln sete filhos | Regente em nome de Guilherme VII na sua menoridade; porém, este faleceu antes de atingir a maioridade e Edviges contnuou a regência para o filho seguinte, Carlos, até 1678.                      |
| Guilherme VII                                     |            | 21 de junho de 1651     | 1663-1670               | 21 de novembro de 1670  | Hesse-Cassel                                   | Não casou | Sob regência da sua mãe. |
| Carlos I                                          |            | 3 de agosto de 1654     | 1677-1730               | 23 de março de 1730     | Hesse-Cassel                                   | Maria Amália da Curlândia 21 de maio de 1673 Cassel catorze filhos | |
| Filipe IV                                         |            | 14 de dezembro de 1655  | 1663-1721               | 18 de junho de 1721     | Hesse-Cassel-Philippsthal                      | Catarina de Solms-Laubach 14 de abril de 1680 oito filhos | Recebeu do pai, Guilherme VI, Hesse-Cassel-Philippsthal. |
| Jorge Cristiano                                   |            | 13 de novembro de 1625  | 1669-1671               | 27 de agosto de 1681    | Hesse-Darmstadt-Homburgo                       | Ana Catarina Pogwitsch 11 de outubro de 1666 Hamburgo sem filhos | Reteve a terra do seu irmão. Hesse-Homburgo foi penhorado a dois mercadores (1671–1673) e depois a Hese-Darmstadt (1673–1679). Hesse-Homburgo reverte para o irmão de Jorge Cristiano, Frederico. |
| Luís VIII                                         |            | 22 de junho de 1658     | 1678                    | 31 de agosto de 1678    | Hesse-Darmstadt                                | Não casou | |
| Isabel Doroteia de Saxe-Gota-Altemburgo (regente) |            | 25 de janeiro de 1630   | 1678-1688               | 24 de abril de 1678     | Hesse-Darmstadt                                | Luís VII 5 de dezembro de 1666 Gotha oito filhos | |
| Ernesto Luís I                                    |            | 15 de dezembro de 1667  | 1688-1739               | 12 de setembro de 1739  | Hesse-Darmstadt                                | Doroteia Carlota de Brandemburgo-Ansbach 1 de dezembro de 1687 Darmstadt five children | |
| Frederico III                                     |            | 13 de novembro de 1625  | 1679-1708               | 27 de agosto de 1681    | Hesse-Darmstadt-Homburg                        | Margarida Brahe 12 de maio de 1661 Estocolmo sem filhos Luísa Isabel da Curlândia 23 de outubro de 1670 Cölln doze filhos Sofia Sibila de Leiningen-Westerburg 1691 três filhos                                                                    | Em 1679, a terra regressou ao ramo de Hesse-Homburgo. |
| William VIII the Elder                            |            | 15 de maio de 1648      | 1693-1725               | 20 de novembro de 1725  | Hesse-Cassel-Rotemburgo                        | Maria Ana de Löwenstein-Wertheim 3 de março de 1669 Rochefort oito filhos | |
| Carlos II                                         |            | 19 de julho de 1649     | 1700-1711               | 3 de março de 1711      | Hesse-Cassel-Rotemburgo-Wanfried               | Sofia Madalena de Salm-Reifferscheid antes de 1675 cinco filhosn Alexandrine Juliane of Leiningen-Dagsburg antes de 1703 onze filhos | Recebeu do seu pai, Ernesto I, Hesse-Cassel-Rotemburgo-Wanfried. |
| Frederico IV Jacob                                |            | 19 de maio de 1673      | 1708-1746               | 8 de junho de 1746      | Hesse-Darmstadt-Homburgo                       | Isabel Doroteia de Hesse-Darmstadt 14 de fevereiro de 1700 Butzbach nove filhos Cristiana Carlota Nassau-Ottweiler 17 de outubro de 1728 Saarbrücken sem filhos                                                                                    | |
| Guilherme IX O Jovem                              |            | 25 de agosto de 1671    | 1711-1731               | 1 de abril de 1731      | Hesse-Cassel-Rotemburgo-Wanfried               | Ernestina do Palatinado-Sulzbach 19 de setembro de 1719 sem filhos | Não deixou descendentes. As terras passaram para o seu irmão, Cristiano. |
| Carlos III                                        |            | 23 de setembro de 1682  | 1721-1770               | 8 de maio de 1770       | Hesse-Cassel-Philippsthal                      | Carolina Cristina de Saxe-Eisenach 24 de novembro de 1725 Eisenach cinco filhos | |
| Guilherme X                                       |            | 1 de abril de 1692      | 1721-1761               | 13 de maio de 1761      | Hesse-Cassel-Philippsthal-Barchfeld            | Carlota Guilhermina de Anhalt-Bernburg-Schaumburg-Hoym 31 de outubro de 1724 Hoym quinze filhos | Recebeu do seu pai, Filipe IV, Hesse-Cassel-Philippsthal-Barchfeld. |
| Ernesto II Leopoldo                               |            | 15 de junho de 1684     | 1725-1749               | 29 de novembro de 1749  | Hesse-Cassel-Rotemburgo                        | Leonor de Löwenstein-Wertheim 9 de novembro de 1704 Frankfurt dez filhos | |
| Frederico V                                       |            | 28 de abril de 1676     | 1730-1751               | 5 de abril de 1751      | Hesse-Cassel                                   | Luísa Doroteia da Prússia 31 de maio de 1700 Berlim sem filhos Ulrica Leonor I, Rainha da Suécia 24 de março de 1715 Estocolmo sem filhos | Também rei da Suécia. Não deixou descendentes. Hesse-Cassel esteve sob regência do irmão, Guilherme, nas suas ausências. Este irmão viria a tornar-se no seu sucessor.                            |
| Cristiano                                         |            | 17 de julho de 1689     | 1731-1755               | 21 de outubro de 1755   | Hesse-Kassel-Rotenburg-Wanfried                | Maria Francisca de Hohenlohe-Bartenstein c.1730 sem filhos | Não deixou descendentes. As suas terras reverteram para Hesse-Rotemburgo. |
| Luís IX                                           |            | 5 de abril de 1691      | 1739-1768               | 17 de outubro de 1768   | Hesse-Darmstadt                                | Carlota de Hanau-Lichtenberg 5 de abril de 1717 Hanau seis filhos | |
| Frederico VI Carlos                               |            | 15 de abril de 1724     | 1746-1751               | 7 de fevereiro de 1751  | Hesse-Darmstadt-Homburgo                       | Ulrica Luísa de Solms-Braunfels 10 de outubro de 1746 Hungen dois filhos | Sobrinho de Frederico IV. |
| Constantino                                       |            | 24 de maio de 1716      | 1749-1778               | 30 de dezembro de 1778  | Hesse-Cassel-Rotemburgo                        | Sofia de Starhemberg 1745 onze filhos Jeanne Henriette de Bombelles 27 de maio de 1775 sem filhos | |
| Guilherme XI                                      |            | 10 de março de 1682     | 1751-1760               | 1 de fevereiro de 1760  | Hesse-Cassel                                   | Doroteia Guilhermina de Saxe-Zeitz 27 de setembro de 1717 Zeitz três filhos | Irmão de Frederico V, já governava o landgraviato como regente em várias ocasiões a partir de 1730.                                                                                               |
| Ulrica Luísa de Solms-Braunfels (regente)         |            | 1 de maio de 1731       | 1751-1766               | 12 de setembro de 1792  | Hesse-Darmstadt-Homburg                        | Frederico VI Carlos 10 de outubro de 1746 Hungen dois filhos | Regent on behalf of her son, Frederick. |
| Frederico VII                                     |            | 30 de janeiro de 1748   | 1766-1820               | 20 de janeiro de 1820   | Hesse-Darmstadt-Homburgo                       | Carolina de Hesse-Darmstadt 27 de setembro de 1768 Darmstadt onze filhos | Entre 1806 e 1815 o Landgraviato foi anexado ao Reino de Vestfália. |
| Frederico VIII                                    |            | 14 de agosto de 1720    | 1760-1785               | 31 de outubro de 1785   | Hesse-Cassel                                   | Maria da Grã-Bretanha 8 de maio de 1740 Londres (por procuração) 28 de junho de 1740 Cassel (em pessoa) quatro filhos Filipina de Brandemburgo-Schwedt 10 de janeiro de 1773 Berlim sem filhos                                                     | |
| Frederico IX                                      |            | 1727                    | 1761-1777               | 1777                    | Hesse-Cassel-Philippsthal-Barchfeld            | Sofia Henriqueta de Salm-Grunbach 1772 sem filhos | Não deixou decsendentes, tendo o seu irmão Adolfo herdado as terras. |
| Luís X                                            |            | 15 de dezembro de 1719  | 1768-1790               | 6 de abril de 1790      | Hesse-Darmstadt                                | Carolina do Palatinado-Zweibrücken 12 de agosto de 1741 Zweibrücken oito filhos | |
| Guilherme XII                                     |            | 29 de agosto de 1726    | 1770-1806               | 8 de agosto de 1810     | Hesse-Cassel-Philippsthal                      | Ulrica Leonor de Hesse-Philippsthal-Barchfeld 22 de junho de 1755 Tournai nove filhos | Entre 1806 e 1813 o landgraviato foi anexado ao Reino de Vestfália. |
| Adolfo I                                          |            | 29 de junho de 1743     | 1777-1803               | 17 de julho de 1803     | Hesse-Cassel-Philippsthal-Barchfeld            | Luísa de Saxe-Meiningen 18 de outubro de 1781 Meiningen seis filhos | |
| Carlos Manuel                                     |            | 5 de junho de 1746      | 1778-1806               | 23 de março de 1812     | Hesse-Cassel-Rotemburgo                        | Leopoldina de Liechtenstein 1 de setembro de 1771 Felsberg dois filhos | Entre 1806 e 1813 o landgraviato foi anexado pelo Reino de Vestfália. |
| Guilherme XIII                                    |            | 3 de junho de 1743      | 1785-1807 1813-1821     | 27 de fevereiro de 1821 | Hesse-Cassel Eleitorado de Hesse-Cassel        | Guilhermina Carolina da Dinamarca 1 de setembro de 1764 Copenhaga quatro filhos | Tornou-se Príncipe-Eleitor de Hesse como Sua Alteza Real e Serena, em 1803. Entre 1807 e 1813 o Eleitorado foi anexado ao Reino de Vestfália.                                                     |
| Luís XI                                           |            | 14 de junho de 1753     | 1790-1830               | 6 de abril de 1830      | Hesse-Darmstadt Grão-Ducado de Hesse-Darmstadt | Luísa de Hesse-Darmstadt 19 de fevereiro de 1777 Darmstadt sete filhos | Tornou-se Grão-Duque de Hesse em 1806. |
| Carlos IV                                         |            | 27 de junho de 1784     | 1803-1854               | 17 de julho de 1854     | Hesse-Kassel-Philippsthal-Barchfeld            | Augusta de Hohenlohe-Ingelfingen 19 de julho de 1816 Öhringen dois filhos Sofia de Bentheim e Steinfurt 10 de setembro de 1823 Steinfurt quatro filhos                                                                                             | Entre 1806 e 1813 o Landgraviato foi anexado ao Reino de Vestfália. |
| Luís XII                                          |            | 29 de agosto de 1726    | 1813-1816               | 8 de agosto de 1810     | Hesse-Cassel-Philippsthal                      | Maria Francisca Berghe de Trips 21 de janeiro de 1791 Susteren dois filhos | O landgraviato foi recuperado em 1813 pela mão do Eleitor de Hesse. |
| Vítor Amadeu                                      |            | 2 de setembro de 1779   | 1813-1834               | 12 de novembro de 1834  | Hesse-Cassel-Rotemburgo                        | Leopoldina de Fürstenberg 20 de outubro de 1799 Praga sem filhos Isabel de Hohenlohe-Langenburg 10 de setembro de 1812 Langenburg um filho Leonor de Salm-Reifferscheidt-Krautheim and Gerlachsheim 19 de novembro de 1831 Gerlachsheim sem filhos | Em 1834, Hesse-Rotemburgo foi anexado a Hesse-Kassel. |
| Ernesto Constantino                               |            | 8 de agosto de 1771     | 1816-1849               | 25 de dezembro de 1849  | Hesse-Cassel-Philippsthal                      | Luísa de Schwarzburgo-Rudolstadt 10 de abril de 1796 Rudolstadt cinco filhos Carolina de Hesse-Philippsthal 17 de fevereiro de 1812 Cassel dois filhos                                                                                             | O landgraviato foi recuperado em 1813 pela mão do Eleitor de Hesse. |
| Frederico X                                       |            | 30 de julho de 1769     | 1820-1829               | 2 de abril de 1829      | Hesse-Darmstadt-Homburgo                       | Isabel do Reino Unido 7 de abril de 1818 Londres sem filhos | Não deixou descendentes. A terra foi herdada pelo seu irmão. |
| Guilherme XIV                                     |            | 28 de julho de 1777     | 1821-1847               | 20 de novembro de 1847  | Eleitorado de Hesse-Cassel                     | Augusta da Prússia 13 de fevereiro de 1797 Berlim seis filhos Emilie Ortlöpp 8 de julho de 1841 (morganático) oito filhos Carolina de Berlepsch 8 de julho de 1841 Hanau (morganático) sem filhos                                                  | |
| Luís Guilherme                                    |            | 29 de agosto de 1770    | 1829-1839               | 19 de janeiro de 1839   | Hesse-Darmstadt-Homburgo                       | Augusta Amália de Nassau-Usingen 1804 (anulado em 1805) sem filhos | Não deixou descendentes. A terra foi herdada pelo seu irmão. |
| Luís XIII                                         |            | 26 de dezembro de 1777  | 1830-1848               | 16 de junho de 1848     | Grão-Ducado de Hesse-Darmstadt                 | Guilhermina de Baden 19 de junho de 1804 Karlsruhe sete filhos | |
| Filipe V                                          |            | 11 de março de 1779     | 1839-1846               | 15 de dezembro de 1846  | Hesse-Darmstadt-Homburgo                       | Rosalie Antonie Pototschnig 1838 (morganático)<br/sem filhos | Não deixou descendentes. A terra foi herdada pelo seu irmão. |
| Gustavo                                           |            | 17 de fevereiro de 1781 | 1846-1848               | 8 de setembro de 1848   | Hesse-Darmstadt-Homburgo                       | Luísa de Anhalt-Dessau 12 de fevereiro de 1818 Dessau três filhos | Não deixou descendentes. A terra foi herdada pelo seu irmão. |
| Frederico Guilherme                               |            | 20 de agosto de 1802    | 1847-1866               | 6 de janeiro de 1875    | Eleitorado de Hesse-Cassel                     | Gertrudes von Hanau 26 de junho de 1831 (morganático) nove filhos | Em 1866 o Eleitorado foi anexado ao Reino da Prússia. |
| Luís XIV                                          |            | 9 de junho de 1806      | 1848-1877               | 13 de junho de 1877     | Grão-Ducado de Hesse-Darmstadt                 | Matilde Carolina da Baviera 26 de dezembro de 1833 Munique sem filhos Madalena de Hochstadten 1868 (morganático) sem filhos | |
| Fernando                                          |            | 26 de abril de 1783     | 1848-1866               | 24 de março de 1866     | Hesse-Darmstadt-Homburgo                       | Não casou | Não deixou descendentes. Após a sua mrote, o Landgraviato de Hesse-Homburgo foi brevemente anexado ao Hesse-Darmstadt, antes de ser aexado, ainda nesse ano, ao Reino da Prússia.                 |
| Carlos V                                          |            | 22 de maio de 1803      | 1849-1866               | 12 de fevereiro de 1868 | Hesse-Cassel-Philippsthal                      | Maria de Württemberg 9 de outubro de 1845 Pokój dois filhos | Em 1866 o Landgraviato foi anexado ao Reino da Prússia. |
| Aleixo I                                          |            | 13 de setembro de 1829  | 1854-1866               | 16 de agosto de 1905    | Hesse-Cassel-Philippsthal-Barchfeld            | Luísa da Prússia 17 de junho de 1854 Berlim sem filhos | Em 1866 o Landgraviato foi anexado pelo Reino da Prússia. |
| Luís XV                                           |            | 12 de setembro de 1837  | 1877-1892               | 13 de março de 1892     | Grão-Ducado de Hesse-Darmstadt                 | Alice do Reino Unido 1 de julho de 1862 East Cowes sete filhos Alexandrina Hutten-Czapska 30 de abril de 1884 Darmstadt (morganático, anulado em 1884) sem filhos                                                                                  | |
| Ernesto Luís II                                   |            | 25 de novembro de 1868  | 1892-1918               | 9 de outubro de 1937    | Grão-Ducado de Hesse-Darmstadt                 | Vitória Melita de Saxe-Coburgo-Gota 19 de abril de 1894 Coburgo (anulado a 21 de dezembro de 1901) dois filhos Leonor de Solms-Hohensolms-Lich 2 de fevereiro de 1905 Darmstadt dois filhos                                                        | Deposto em 1918, no fim da Primeira Guerra Mundial. |

## Chefes da Casa de Hesse (não reinante)

### Hesse-Cassel desde 1866
- Frederico Guilherme I, anterior Príncipe-Eleitor, 1866-1875
- Conde Frederico Guilherme II, 1875-1884, filho do Príncipe Guilherme de Hesse-Cassel.
- Conde Federico Guilherme III, 1884-1888
- Conde Alexandre Frederico, 1888-1925 (abdicou, m. 1945)
- Conde Frederico Carlos, 1925-1940, eleito Rei da Finlândia com o nome Fredrik Kaarle I em 1918 mas renunciou ao trono no mesmo ano
- Conde Filipe, 1940-1980
- Conde Maurício, 1980-2013
- Conde Donato (nascido em 1966), 2013-presente

### Hesse-Philippsthal 1866-1925

Estandarte do Grão-duque de Hesse 1903-1918.

- Carlos II, anteriormente Conde, 1866-1868
- Ernesto 1868-1925

Em 1925 extinguiu-se a linha de Hesse-Philippsthal.

### Hesse-Philippsthal-Barchfeld desde 1866, Hesse-Philippsthal desde a extinção da linha principal em 1925
- Alexis, em anterior Conde, 1866-1905
- Clodoveu 1905-1954, chefe da casa de Hesse-Philippsthal desde 1925
- Guilherme 1954-presente

### Hesse-Darmstadt 1918-1968
- Ernesto Luís, o anterior grão-duque, 1918-1937
- Jorge Donato 1937
- Luís 1937-1968

Em 1968 a Linha de Hesse-Darmstadt converteu-se em Hesse-Nassau e Hesse-Cassel (1969 - presente)